# Frank Steinicke

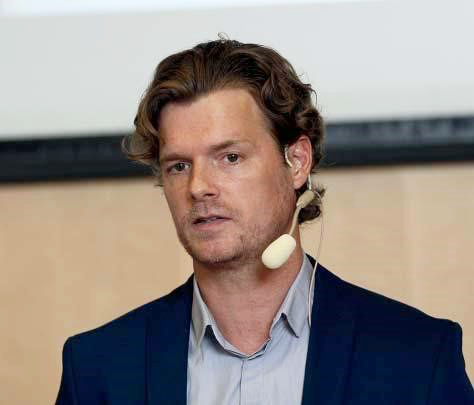
Frank Steinicke bei einem Vortrag im Jahr 2018

Frank Steinicke (* 16. Mai 1977 in Rheine) ist ein deutscher Informatiker, Hochschullehrer, Redner und Autor. Er hat seit dem Sommersemester 2014 die Professur für Mensch-Computer-Interaktion inne und leitet die zugehörige Forschungsgruppe Human-Computer Interaction am Fachbereich Informatik der Universität Hamburg.

## Leben
Steinicke absolvierte ein Studium der Mathematik und Informatik an der Westfälischen Wilhelms-Universität Münster, welches er 2002 mit dem Diplom abschloss. Er promovierte 2006 am Lehrstuhl für Visualisierung und Computergrafik an der Universität Münster zum Thema multimodaler Interaktionsmetaphern. Im Jahr 2009 übernahm er eine Gastprofessur an der University of Minnesota. Seine Habilitation zum Thema effektiver virtueller Umgebungen schloss er im Jahr 2010 ab. Frederick P. Brooks war einer der Gutachter seiner Habilitation. Von 2011 bis 2014 hatte er die Professur für Medieninformatik am Institut für Informatik der Julius-Maximilians-Universität Würzburg inne und leitete die zugehörige Forschungsgruppe Immersive Media. Zwischen 2012 und 2014 war er Geschäftsführender Direktor des Instituts für Mensch-Computer-Medien an der Universität Würzburg. Seit 2018 leitet er den Fachbereich Informatik der Universität Hamburg.
Seine interdisziplinären Forschung in der Mensch-Computer-Interaktion vereint Aspekte aus der Psychologie, insbesondere aus der Wahrnehmung, Kognition und Motorik, mit informatisch-technischen Methoden mit Schwerpunkten in den Bereichen der 3D-Benutzerschnittstellen, virtuellen und erweiterten Realität sowie künstlichen Intelligenz. Zu diesen Themen referiert er regelmäßig auf nationalen und internationalen Veranstaltungen wie dem durch das Bundesministerium für Bildung und Forschung organisierten Zukunftskongress 2019.
In einer durch ihn durchgeführten Laborstudie im Jahr 2014 hat er sich als erster Mensch im Selbstversuch 24-Stunden lang in eine virtuelle Welt mit einem Head-Mounted Display begeben. Über die Erfahrungen in der virtuellen Welt berichtet er in seinem Buch Being Really Virtual.
Steinicke ist in diversen nationalen und internationalen Medien als Experte zu den Themen Mensch-Computer-Interaktion, Metaverse, virtuelle Realität und erweiterte Realität sowie künstliche Intelligenz bekannt. Er ist Gründungsmitglied des 2013 erstmals durchgeführten ACM Symposiums on Spatial User Interaction (SUI), welches sich mit Interaktion im dreidimensionalen Raum und Spatial Computing befasst.
Durch einen Auftritt in der durch Dunja Hayali moderierten Talksendung ZDFDonnerstalk wurde er 2016 erstmals einer breiteren Öffentlichkeit bekannt.
Von 2004 bis 2018 wurden über 150 Zeitschriften-, Buch- und Konferenzbeiträge veröffentlicht, die von Steinicke im Rahmen seiner wissenschaftlichen Tätigkeit verfasst wurden bzw. an denen er wesentlich beteiligt war. Für seine wissenschaftliche Leistungen auf dem Gebiet der virtuellen Realität erhielt er 2023 den IEEE VGTC Virtual Reality Technical Achievement Award.
Vor seiner wissenschaftlichen Laufbahn war Steinicke Handballspieler beim TV Emsdetten, für den der Rückraumspieler zwischen der Saison 1993/94 und der Saison 1998/99 in der Handball-Bundesliga auflief, und beim TuS Spenge, bei dem er in der Handball-Bundesliga und Regionalliga von der Saison 1999/2000 bis zur Saison 2006/07 spielte.

## Privates
Steinicke ist verheiratet und Vater von einem Kind. Er lebt mit seiner Familie in Hamburg.

## Auszeichnungen
- Mitglied der Akademie der Wissenschaften in Hamburg, 2024
- IEEE VGTC Virtual Reality Technical Achievement Award, 2023[13]
- Mitglied der IEEE VGTC Virtual Reality Academy, seit 2023
- IEEE Senior Member
- Erskine Fellowship der University of Canterbury, 2017
- Diverse Best Paper Awards, z. B. auf der ACM Virtual Reality Software and Technology (VRST), ACM Symposium on Spatial User Interfaces (SUI), Workshop der GI-Fachgruppe Virtuelle und Erweiterte Realität (GI VR/AR), International Conference on Artificial Reality and Telexistence & Eurographics Symposium on Virtual Environments (ICAT-EGVE), GI Mensch & Computer

## Publikationen (Auswahl)
- mit Gerd Bruder, Jason Jerald, Harald Frenz und Markus Lappe: Estimation of Detection Thresholds for Redirected Walking Techniques. In: IEEE Transactions on Visualization and Computer Graphics. Band 16, Nr. 1, S. 17–27, DOI doi:10.1109/TVCG.2009.62
- mit Gerd Bruder: A Self-Experimentation Report about Long-Term Use of Fully-Immersive Technology. In: Proceedings of the 2nd ACM Symposium on Spatial User Interaction. 2014, S. 66–69, doi:10.1145/2659766.2659767
- mit Yon Visell, Jennifer Campos, Anatole Lécuyer: Human walking in virtual environments. Springer, 2013, ISBN 978-1-4419-8432-6
- Being Really Virtual: Immersive Natives and the Future of Virtual Reality. Springer, 2016, ISBN 978-3-319-43078-2